# Aradus leachi
Aradus leachi är en insektsart som beskrevs av Van Duzee 1929. Aradus leachi ingår i släktet Aradus och familjen barkskinnbaggar. Inga underarter finns listade i Catalogue of Life.